# أرماندو لابرا
أرماندو لابرا (بالإسبانية: Armando Labra Manjarrez)‏ هو اقتصادي وسياسي مكسيكي، ولد في 9 مايو 1943 في المكسيك، وتوفي في 5 أبريل 2006.